# گوست‌مین
اریک ویتنی (به انگلیسی: Eric Whitney) (زادهٔ ۱۵ آوریل ۱۹۹۱) که به‌طور حرفه‌ای با نام گوست‌مین یا اریک گوست شناخته می‌شود، یک خواننده، ترانه‌سرا، رپر و نوازندهٔ آمریکایی است. او هشت آلبوم انفرادی و سه آلبوم مشترک با نام مستعارش، گوست‌مین منتشر کرده است که این آلبوم‌ها عمدتاً عناصر هوی متال، هیپ هاپ و موسیقی صنعتی را ادغام کرده‌اند.

## اوایل زندگی
اریک ویتنی در ۱۵ آوریل ۱۹۹۱ در لیک ورث، فلوریدا از پدر و مادری اهل نیویورک متولد شد. ویتنی در وست پام بیچ فلوریدا، بزرگ شد. وی به‌عنوان یک نوجوان عمدتاً به موسیقی هاردکور پانک علاقه داشت. وی نیز نواختن گیتار را آموخت و در چندین گروه موسیقی اجرایش کرد، آن‌ها شامل نمسیس و سون سرپنتز می‌شدند.